# Heinrich Brenner (Bildhauer)
Heinrich Brenner (* 2. Dezember 1883 in Marienburg; † 16. April 1960  in Karl-Marx-Stadt) war ein deutscher Bildhauer.

## Leben und Werk
Brenner studierte bei Georg Wrba an der Akademie für Bildende Künste Dresden und an der Akademie für graphische Künste und Buchgewerbe in Leipzig. Danach arbeitete er als freischaffender Bildhauer in Chemnitz, wo er zur Künstlergruppe Chemnitz gehörte. Brenner hatte eine Vorliebe für indische und gotische Kunst. 1913 war er zum Arbeiten auf der unter Künstlern beliebten Ostseeinsel Vilm. 1922 schuf er nach der Idee des Chemnitzer Rabbiners aus Grünstein ein Ehrenmal für die im Ersten Weltkrieg gefallenen jüdischen Soldaten, das in der Alten Synagoge aufgestellt wurde. Es wurde 1938 mit der Synagoge von den Nazis vernichtet.
In der Zeit des Nationalsozialismus war Brenner obligatorisches Mitglied der Reichskammer der bildenden Künste. Er war in dieser Zeit auf mindestens sechs Ausstellungen vertreten, u. a. 1940 auf der Großen Deutschen Kunstausstellung in München.
Brenner wurde auf dem Chemnitzer St. Nikolai-Friedhof beigesetzt. Sein Grab wurde nach Ablauf der Ruhefrist aufgelöst.

## Werke (Auswahl)
- Denkmal für das Infanterieregiment 245 (1924, Naturstein; Südfriedhof Leipzig)[3]
- Pfarrer Hoffmann (1930, Büste, Bronze; u. a. 1953 auf der Dritten Deutschen Kunstausstellung)[4]
- Kommerzienrat Hans H. Vogel (um 1937, Büste, Bronze)[5]
- Dostojewski (1935, Plakette, Bronze)[6]
- Porträt Dr. Brückner (Büste, Bronze; 1940 auf der Großen Deutschen Kunstausstellung)[7]
- Junge Frau (vor 1948, Büste, Gips)[8]
- Porträt Frau M. Sch. (Bronze; 1952 auf der Mittelsächsischen Kunstausstellung)

## Ausstellungen (unvollständig)

### Beteiligung an Ausstellungen in der Sowjetischen Besatzungszone und der DDR (mutmaßlich unvollständig)
- 1946: Dresden, Allgemeinen Deutschen Kunstausstellung
- 1948 und 1952: Chemnitz, Schlossberg-Museum („Mittelsächsische Kunstausstellung“)[9]
- 1948: Freiberg, Stadt- und Bergbaumuseum („3. Ausstellung Erzgebirgischer Künstler“)[10]
- 1953. Dresden, 3. Deutsche Kunstausstellung

### Postume Einzelausstellung
- 2013: Chemnitz, Kirche St. Nikolai-Thomas